# 恩採的明星日記
《恩採的明星日記》(韓語：은채의 스타일기)是一個由韓國KBS電視台旗下Studio K製作的網路節目，主持人是LE SSERAFIM的忙內及音乐银行最年輕銀行長的洪恩採。是上任銀行長三周後所產生的衍生節目，主要形式是洪恩採與嘉賓進行訪談。節目自2023年3月23日開始播出，每週四下午7點播出。
2024年9月12日，KBS向京鄉體育表示，洪恩採將於9月27日辭去音乐银行銀行長職位，由ILLIT成員Minju接任。

## 節目內容
每一集的內容都會有不同的嘉賓參與，包括多位知名的韓國偶像藝人。每一集的開始與結尾，主持人洪恩採都會寫日記，分享她的想法和感受。日記的日期剛好是音樂銀行的播出當天。
節目的特點是嘉賓基本都是各自團體的最年輕成員。

## 節目列表

### 2023年
| 集數 | 播出日期 | 日記日期 | 標題                                                                                   | 來賓                       | 所屬團體            |
| ---- | -------- | -------- | -------------------------------------------------------------------------------------- | -------------------------- | ------------------- |
| 幕後 | 2月16日  |          | 小小銀行家💰在音樂銀行的第一天上班🏃                                                   | 李彩玟                     |                     |
| 幕後 | 3月16日  |          | 開播前的訪談                                                                           |                            |                     |
| 01   | 3月23日  | 3月3日   | 開始跪下的儒家採訪？The Boyz的忙內們的前輩時刻！                                       | 鶴年、善旴、ERIC           | THE BOYZ            |
| 02   | 3月30日  | 3月17日  | 與Kai前輩的尷尬感 over over over 🎶 (但我們彼此都說了要說的話🤭)。”                    | Kai                        | EXO                 |
| 03   | 4月6日   | 3月31日  | 終於見到Kyechae啦！只要看到06z就整個人心情都好起來。要一起玩嗎？                       | Kyujin                     | NMIXX               |
| 04   | 4月13日  | 4月7日   | 忙採，碰見最愛的她？！跟ISFP的典範，普美前輩共享感同身受的大派對🎉                     | 尹普美                     | Apink               |
| 05   | 4月23日  | 4月14日  | "名譽大增 & 名譽掃地…" 神奇互相理解的Liz，Leeseo和忙採的相遇❣️                         | Liz、Leeseo                | IVE                 |
| 06   | 4月27日  | 4月21日  | 忙採的四年知己休寧巴伊葉登場，一起在音樂銀行野餐                                       | 休寧巴伊葉                 | Kep1er              |
| 07   | 5月11日  | 5月5日   | 黃金忙內！跨越極限的SHINEZ和暴走火車頭忙採！                                           | 許允眞、中村一叶           | LE SSERAFIM         |
| 08   | 5月18日  | 5月12日  | 在Kwangya（曠野）中被招募成為治療師的忙採💫 卡&寧&彩 五花肉家族成立                    | Karina、寧藝卓             | Aespa               |
| 09   | 5月25日  | 5月19日  | 致命☆愚蠢 舒華女王傳授女王的訣竅！                                                     | 葉舒華                     | (G)I-DLE            |
| 10   | 6月1日   | 5月26日  | 大姐來啦！加上小妹的固執，今天也是和睦的(?) 贊SSERAFIM💖                               | 宮脇咲良、金采源           | LE SSERAFIM         |
| 11   | 6月8日   | 6月2日   | 寶寶銀行長面前出現的白狗銀行長前輩！（feat.有史以來最緊張的忙採）                      | HEESEUNG、SUNGHOON         | ENHYPEN             |
| 12   | 6月15日  | 6月9日   | 來休息室玩吧，李娜炅和白知憲對忙彩讚美不絕，還有我們的害羞小主持人...🤭                | 李娜炅、白知憲             | Fromis 9            |
| 13   | 6月29日  | 6月23日  | 我竟然是前輩！！！🐥小銀行家🐰&🐱從我這學習音樂節目的小撇步🍯                          | HARUA、YUMA                | &TEAM               |
| 14   | 7月6日   | 6月30日  | 姊姊富翁恩採⁉️ 今天又出現了一位新的姊姊。                                              | 崔叡娜                     |                     |
| 15   | 7月13日  | 7月7日   | 銀行行長好厲害呀！周五和我的搭檔要展現出超級默契的感覺啦！(???: 哪裡有默契啊？)        | 李彩玟                     |                     |
| 16   | 7月20日  | 7月14日  | 哇，這就是偶像等級999！EXO的前輩們傳授成為天才偶像的秘訣！                             | Chanyeol、Xiumin、Baekhyun | EXO                 |
| 17   | 7月27日  | 7月21日  | 我們三個F來一起討論ISTJ吧（???: T這個本身就讓人感到好沮喪呀）TTT                       | 志晟、渽民                 | NCT DREAM           |
| 18   | 8月2日   | 7月28日  | 哇，實時入迷現場呢💘 夏天的仙女🏖 OH MY GIRL在SBN上的表演真的太棒了，完全融化了我的心！ | YooA、Arin                 | OH MY GIRL          |
| 19   | 8月10日  | 8月4日   | 哇！大聲地說，我可是調情的天才神有娜呢😉（特別來賓：下一個是🫧🍿???）                  | 有娜                       | ITZY                |
| 20   | 8月17日  | 8月4日   | 啊！真的喔？雙馬尾真的那麼好嗎？😲 我不是超不喜歡雙馬尾嗎，那為什麼會失敗呀😂。        | 秀珉、婕怡                 | STAYC               |
| 21   | 8月24日  | 8月18日  | 哇，已經要說再見的時間了❓國民寶貝「The Boyz」怎麼了⁉️那個多利的事你知道嗎🦖💦？       | 賢在、善旴、ERIC           | THE BOYZ            |
| 22   | 9月21日  | 9月15日  | 出道100天就這麼悠閒⁉️然後被驚嚇的운아기👼😂 (附加：在HYBE電梯裡和老虎🐯❤️‍🔥 的趣事)      | JAEHYUN、WOONHAK           | BOYNEXTDOOR         |
| SP   | 9月29日  | 9月19日  | 三層肉搭配卡&寧&菜👪 feat.嘎吱嘎吱❤️‍🔥 熾熱的友情                                        | Karina、寧藝卓             | Aespa               |
| 23   | 10月5日  | 9月23日  | 啊~ 宇宙觀裡最強的小可愛出現啦👼💪！那個原來很溫柔的廷謨怎麼突然這麼火爆啊😡！         | 廷謨、性珉                 | CRAVITY             |
| SP   | 10月12日 |          | 🥳 哇~觀看次數竟然達到300萬啦！🎉 大家可以不哭看我的Vlog嗎(?)😭                        |                            |                     |
| 24   | 10月19日 | 10月13日 | 拉拉的明星日紀超级粉丝休寧，莫名奇妙感到欣慰的恩採，寶寶很可愛的秀彬                   | 崔秀彬、休寧凱             | TOMORROW X TOGETHER |
| 25   | 10月27日 | 10月20日 | 小Dino寶寶 小恩彩寶寶 我們終於會面了！宇宙最強的忙內們                                 | Dino                       | Seventeen           |
| 26   | 10月20日 | 11月2日  | 呵呵🥶 16歲的恩採敬仰著資歷17年的⭐️特大號⭐️宣美前輩（副標題：宣美諮詢處）              | 宣美                       |                     |
| 27   | 11月16日 | 11月10日 | 在恩採百日宴上，Red Velvet以輕鬆的風格出現，然後又帥氣地離開了。真的太酷了！           | Seulgi、Yeri               | Red Velvet          |
| 28   | 11月23日 | 11月16日 | 久違的恩採前輩出擊？！🙋‍♀️ 恩採教授的偶像管理秘訣🍯                                      | 朴乾煜、成韓彬             | ZEROBASEONE         |
| 29   | 11月30日 | 11月24日 | 不僅在舞台上大放異彩，甚至在相見禮上也風光無限的偶像，LE SSERAFIM的相見禮是怎樣的？    | 傘、鍾浩                   | ATEEZ               |
| 30   | 12月7日  | 12月1日  | 🎉欢迎来到2023年Eunsta年终派对🎉 ft.沈載倫 🆚 NI-KI的接龙对决🔥🔥                      | JAKE、NI-KI                | ENHYPEN             |
| SP   | 12月21日 | 12月15日 | 🎄恩採聖誕老人的禮物🎅🏻 2023音樂銀行全球節日幕後大公開🎁                                |                            |                     |
| SP   | 12月28日 | 12月23日 | 2023年風格日記📔 最後一頁🗒️ 忙彩去填滿🏃‍♀️ feat.KBS演藝大賞                              |                            |                     |

### 2024年
| 集數 | 播出日期 | 日記日期 | 標題                                                                                         | 來賓                   | 所屬團體    |
| ---- | -------- | -------- | -------------------------------------------------------------------------------------------- | ---------------------- | ----------- |
| 31   | 1月11日  | 1月8日   | 你們兩個在做什麼？🥰 一個以讚美開始以讚美結束的粉紅色💖無限讚美脫口秀🤭                      | 申留眞                 | ITZY        |
| 32   | 1月18日  | 1月12日  | 早安天使👼叡娜和完美夜晚🌃恩採的糖葫蘆🍡 ASMR伴隨的閒聊秀🤭                                  | 崔叡娜                 |             |
| 33   | 2月1日   | 1月26日  | 再次遇見圭採💖 並且與NMIXX姐妹們👪 ...JYP(!) 特別出演 我朋友的業務                           | Lily、Kyujin、Sullyoon | NMIXX       |
| SP   | 2月8日   |          | ⭐️2023年恩採⭐️格式化之前的最後一次硬碟清理 🙏 包含未播出的內容                               |                        |             |
| SP   | 2月15日  | 2月12日  | ⭐️自KBS開台以來的首次⭐️ 在休息室裡煮海參湯😋 的忙採🙋‍♀️                                        |                        |             |
| 34   | 2月16日  | 2月22日  | 偶像版。回歸物 - 您想回到練習生時代嗎？(🙋‍♂️ vs 🙅‍♀️) ft. 恩採&Ten 參加繪畫比賽的承諾？🎨        | Ten                    | WayV        |
| 35   | 2月29日  | 2月23日  | 恩採首次進行躺著直播🛏 對YES家族👪 來說，躺著直播是So~ EASY🥱 feat.：小劉在錫(?)              | 宮脇咲良、許允眞       | LE SSERAFIM |
| 36   | 3月7日   | 3月1日   | ⭐️草席第一排⭐️ 雙方粉絲見面會舉行💕 入職JYP 15年的😎 JYP面相的偶像恩採？！                   | 娜璉                   | TWICE       |
| 37   | 3月14日  | 3月8日   | Wendy SBN 現在我的棉花糖🍭🍬正在燃燒著?!🔥🔥 棉花糖匠人(?)和果醬匠人的相遇                   | Wendy                  | Red Velvet  |
| 38   | 3月21日  | 3月15日  | 春日陽光般 ⭐️閃閃發光⭐️ 的亮片降臨❗️對恩彩來說比QQ糖🍬還要好👍 💖請夏特別廣播💖              | 請夏                   |             |
| 39   | 3月28日  | 3月22日  | ISFP 鏡子治療的故事來了😎 從今天開始跟出道同期的樂加內🙋‍♀️和德加內👪整理在一起。               | 禹慶準、吳省峻         | THE NEW SIX |
| SP   | 4月4日   | 3月29日  | 慶祝! UNIVERSE APP 一週年🎉 與VIP觀眾一同舉辦的繪畫日記展覽會 (feat. BOYNEXTDOOR, THE BOYZ)  | SUNGHO、WOONHAK        | BOYNEXTDOOR |
| 40   | 4月18日  | 4月12日  | ILLIT出道第三周就遇到考驗💦 彩玟銀行行長不屈不撓的進行中🔥 (👭: 好想念恩採cp ㅠㅠ)           | Wonhee、Iroha          | ILLIT       |
| SP   | 4月25日  |          | 恩採31~40集未公開片段🤫包含在⭐️2024年恩採大爆料中⭐️                                          |                        |             |
| 41   | 5月2日   | 4月24日  | 出道10年的變色龍(?) SBN最喜歡的髮型大搜查...⭐️ "男生就是要粉紅色啊!🙋‍♀️"                       | S.COUPS                | Seventeen   |
| 42   | 5月9日   | 5月3日   | 每個團體的可愛寶貝們相見歡☺️ 可愛的最棒了唷🥰                                                | Rei                    | IVE         |
| 43   | 5月16日  | 4月26日  | 想當哥哥的寶寶🍼和想當寶寶的哥哥☺️ feat.音樂天才(?) 幸運組🍀                                 | 章昊、韓維辰           | ZEROBASEONE |
| 44   | 5月23日  | 5月17日  | 用海膽頭髮造型偶像出道的感覺如何？💕 感覺JO~棒的🙋‍♀️                                           | REX、JO                | DXMON       |
| 45   | 5月30日  | 5月24日  | 在毫不掩飾的聚餐調情中🥰 快要Kijul的S25(?)銀彩😅                                             | 琉然、采嬿             | TripleS     |
| 46   | 6月6日   | 5月31日  | 冰都融化了的卡&採👭之火熱友情❤️‍🔥。恩採的全梳髮型💈日記即將公開(!)                             | Karina                 | Aespa       |
| 47   | 6月13日  | 6月7日   | 出道50週年！和恩採差了50歲的巨星登場⭐️初次見面就在前輩懷裡流淚？！                           | 金蓮子                 |             |
| 48   | 6月20日  | 6月14日  | 蠟筆小新&海綿寶寶還有短尾矮袋鼠?!👪 無害的才藝大賽開幕了😎                                   | 金采炫、休寧巴伊葉     | Kep1er      |
| 49   | 6月27日  | 6月21日  | 我們姊姊們的老大👑 恩妃 sbn來了！ㄷㄷㄷ 還有特邀嘉賓：天使獸恩妃和樹精恩採？！               | 權恩妃                 |             |
| 50   | 7月4日   | 6月28日  | ☀️這個夏天，不是炸雞啤酒🍗🍺，而是炸雞冰沙🧊！為了慶祝節目50集紀念，製作了史無前例的海報？！ | SIEUN、YOON            | STAYC       |
| 51   | 7月11日  | 7月5日   | 舞蹈高手彩演前輩👑 “恩採的舞蹈實力？我的評分是…” 從今天開始，彩彩彩舞團💃💃💃成立啦          | 李彩演                 |             |
| SP   | 7月18日  |          | 👸偶像形象與🦹‍♀️搞笑欲望之間困惑的忙彩？！混亂無比🤯 爆笑不斷🤣的全新海報製作過程！            |                        |             |
| 52   | 7月25日  | 7月19日  | 中伏的時候，瑞典保養食物是絕配（？）星期五搭檔☺️萬歲組銀行家的吃播日記💕                     | 文相敏                 |             |
| SP   | 8月1日   |          | (EP. 41~EP. 52未收錄片段)                                                                    |                        |             |
| 53   | 8月15日  | 7月26日  | 臉頰肉還是腹肌？究極平衡遊戲⁉️偶像天生肌肉的腹肌秘訣💪                                       | 李賽綸、宋河英         | Fromis 9    |
| 54   | 8月22日  | 8月16日  | 閃亮亮的氣氛 Kyujin姐姐們的Check↗ 遊樂園打工Check↗                                           | Haewon、Jiwoo          | NMIXX       |
| 55   | 8月29日  | 8月23日  | 偶像代表見家長無阻通行證獎：效定 & 恩採(?)👭 那麼我們來選出見家長會被打槍的偶像吧😁          | 效定                   | OH MY GIRL  |
| 56   | 9月5日   | 8月25日  | 真心話還是電擊？！尋找LE SSERAFIM家族👪中的最強說謊者!!! ⚡️一碰就像皮卡丘一樣⚡️              | 金采源、中村一叶       | LE SSERAFIM |
| 57   | 9月12日  | 9月6日   | 恩採MC選出的實體女神第1名登場🏅 身材比例優越的忙內們害羞爆發的現場🤯💕                       | 周子瑜                 | TWICE       |
| 58   | 9月19日  | 9月13日  | 🌝 中秋連假結尾就和06幫一起玩吧🐱⛄️🐥，一起捏捏搓搓做松餅大作戰                              | Kyujin                 | NMIXX       |
| 58   | 9月19日  | 9月13日  | 🌝 中秋連假結尾就和06幫一起玩吧🐱⛄️🐥，一起捏捏搓搓做松餅大作戰                              | WOONHAK                | BOYNEXTDOOR |
| 59   | 9月26日  | 9月20日  | 好久沒進 SBN 模式了🙋‍♀️ 無害的楷燦&昀昊兩位忙內👼👼 原來這是 MC 生涯的最大危機⁉️               | 遼、咲哉               | NCT WISH    |
| 60   | 10月3日  | 9月27日  | 感謝大家這段時間以來收看恩採的造型記錄💕                                                     |                        |             |

## 獎項
| 年份   | 頒獎典禮              | 獎項       | 結果 | 備註   |
| ------ | --------------------- | ---------- | ---- | ------ |
| 2023年 | 《2023年KBS演藝大賞》 | 數位內容獎 | 獲獎 | [ 20 ] |

## 外部連結
- 恩採的明星日記的X（前Twitter）
- YouTube上的恩採的明星日記播放列表